# Клухорский район

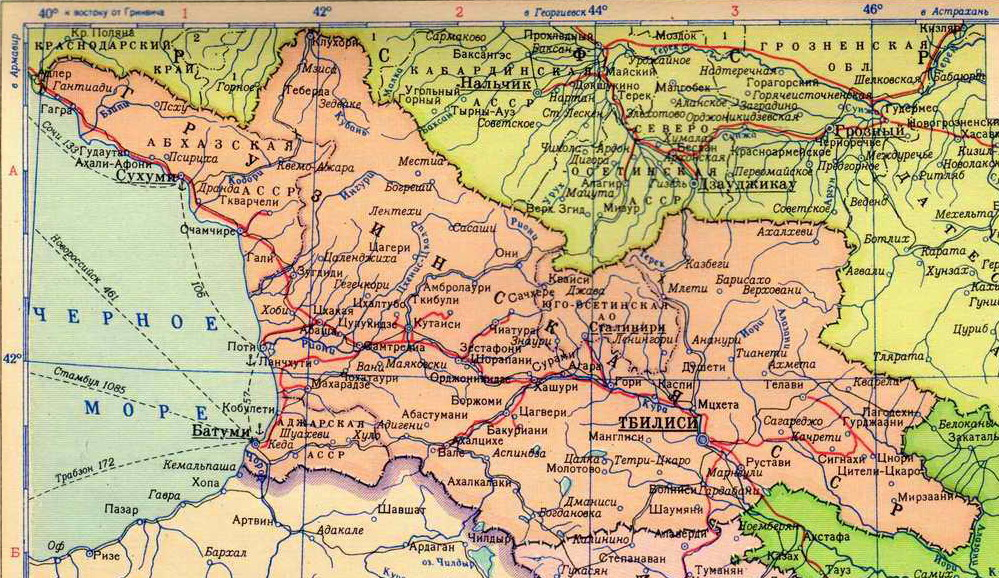
Карта Грузинской ССР, в состав которой входили Карачай и юг Чечено-Ингушетии

Клухорский район (груз. ქლუხორის რაიონი) — административный район в составе Грузинской ССР в период с 1943 по 1955 год. В состав района вошла часть упразднённой Карачаевской автономной области — Микояновский и Учкуланский районы, а также город Микоян-Шахар (переименованный при этом в Клухори, получивший статус города районного подчинения).
С 5 ноября 1951 года по 23 апреля 1953 года Клухорский район находился в составе Кутаисской области.
Указом Президиума Верховного Совета СССР от 14 марта 1955 года передан в РСФСР и вошёл в состав Ставропольского края. После создания в 1957 году Карачаево-Черкесской АО под именем Карачаевского района вошёл в состав этой автономной области.
По данным на 1955 год район включал следующие административные единицы:
- Клухорский горсовет (центр — город Клухори)
- Курорт-Тебердинский поссовет (центр — пгт Теберда)
- Магаройский поссовет (центр — пгт Магаро)
- Ахалшенский сельсовет (центр — село Ахалшени)
- Барийский сельсовет (центр — село Бариа)
- Маднисхевский сельсовет (центр — село Маднисхева)
- Мзисский сельсовет (центр — село Мзиск)
- Тебердинский сельсовет (центр — село Верхняя Теберда)
- Иалбузский сельсовет (Иалбуз)

Указом Президиума Верховного Совета РСФСР от 26 мая 1955 года Иалбузский сельсовет Клухорского района Ставропольского края передан в состав Эльбрусского района Кабардинской АССР.
14 июля 1955 года город Клухори получил статус города краевого подчинения, но уже 4 ноября 1956 года он был возвращён обратно.